# たしかに
「たしかに」は、2007年7月11日にエピックレコードジャパンから発売された、アンジェラ・アキ7枚目のシングル。規格番号ESCL-3010。

## 解説
- キャッチコピーは『あなたは、今日を「たしかに」生きていますか?』。
- 2枚目のアルバム『TODAY』の制作を開始したという本人のブログでの発表から程なくして、発売が発表されたシングル。『サクラ色』ツアー終了後とはいえ、彼女のシングルとしては現時点で最も発売までの間隔が短かった作品である。
- 本作では「サクラ色」「孤独のカケラ」と続いたバラード路線から一転し、発売時の季節を思わせるアップテンポな楽曲となっており、アルバム収録曲やカップリング曲でこそ、アップテンポな楽曲が発表されていたが、シングル表題曲としては初のアップチューンとなる。
- 自身初となる携帯電話のタイアップとしても用いられ、ピアノバージョンはLISMOのCMソングとして2007年6月から8月まで採用が決定したことから、発売の約1ヶ月前からLISMOで着うたフルとしてダウンロードが可能な状態であった。同時にミュージック・ビデオも公開され、こちらもピアノバージョンが採用されている。
- このシングルは初回仕様こそ無いものの、LISMOのCMソングと言うこともあり、auとの連携も図られ、au Recordsで予約・購入をした場合には、LISMOオリジナル「ケータイのぞき見カットシール」付の特典がある。
- CMのオンエア率が地方を中心に比較的低かったこと（これは公式BBSでも指摘されている）、初回盤・通常盤の差別化がなかったこと、カップリング曲がタイトル曲バージョン違いのみ収録であったことなどの要因に加え、Golden Circle feat.寺岡呼人/松任谷由実/ゆずの「ミュージック」やスキマスイッチの「マリンスノウ」や東京事変の「OSCA」といった人気アーティストの作品の発売と重なったために、オリコンチャートでのランキングは初登場15位と、2枚目のシングル「心の戦士」以来のトップ10位割れとなった。また初動売上が1万枚以下となったのも「心の戦士」以来である。

## 収録曲
作詞・作曲：アンジェラ・アキ、編曲：亀田誠治
1. たしかに
KDDI・沖縄セルラー電話「au LISMO!」 CMキャンペーンソング。日々様々なことがある中で、それでも「自分に与えられた義務がある」という人たちに向けた応援歌であると発表されている。最初にイントロから完成した楽曲であり、自分が落ち込んでいたときに作られた楽曲であるが、逆にそのことがアップテンポな曲へとつながったのではと語っている。楽曲のテーマ性や曲調などは既にフジテレビ系『めざましテレビ』テーマソングとして発表されている「Again」に近いものであるが、こちらは若干コードがマイナーであるなどの違いがある。
2. たしかに-piano version-
au LISMOで発売前から着うたフルおよびミュージック・ビデオが配信されていたバージョン。CMで使用されていたものはこのミュージック・ビデオをそのまま利用する「ビデマーシャル」方式を採用していた。公式ページの試聴もオリジナルバージョンより先に解禁されていた。